# Wilberforce-Pendel

Das Wilberforce-Pendel wechselt zwischen zwei unterschiedlichen Schwingungsweisen.

Das Wilberforce-Pendel ist eine Kombination aus Feder- und Torsionspendel. Es besteht aus einer Masse, die an einer langen Schraubenfeder aufgehängt ist, sodass die Schraubenfeder leicht verdrillt wird, wenn die Masse um ihre vertikale Achse gedreht wird. An der Masse sind meist horizontal gegenüberliegende „Arme“ angebracht, an die sich kleine Gewichte anschrauben lassen, um das Trägheitsmoment für die Torsionsschwingung anzupassen. Es handelt sich um ein gekoppeltes Pendel, das in der Physikdidaktik als Beispielexperiment verwendet wird. Es wurde um 1896 vom britischen Physiker Lionel Robert Wilberforce entworfen.
Die Masse an der Feder kann sowohl auf und ab schwingen als auch, wie bei einem Torsionspendel, um seine vertikale Achse rotieren. Mit einer bestimmten Einstellung zeigt sich eine interessante Bewegung, bei der sich ständig eine ausschließliche Rotationsschwingung und eine ausschließliche vertikale Schwingung ineinander übergehen und sich gegenseitig ablösen. Die Energie des Pendels wird also abwechselnd von der Translationsschwingung in eine Rotationsschwingung und zurück übertragen, während die Bewegung aufgrund der Dämpfung langsam abklingt.

## Erklärung

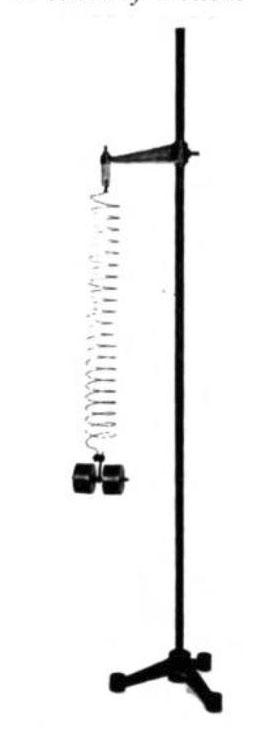
Ein Wilberforce-Pendel von 1908

Die zunächst überraschende Eigenschaft resultiert aus einer leichten Kopplung der zwei Bewegungen aufgrund der Geometrie der Feder. Wenn sich die Masse auf und ab bewegt, führt jede Abwärtsbewegung zu einer leichten Abwicklung der Feder, wodurch die Masse ein kleines Drehmoment erfährt. Eine Aufwärtsbewegung der Masse dagegen lässt die Windungszahl der Feder leicht ansteigen, wickelt sie also auf, und gibt damit der Masse ein kleines Drehmoment in die andere Richtung. Jede vertikale Bewegung führt also zu einem Drehmoment, das sich dann in einer leichten Rechts- und Linksdrehung zeigt. Bei einem Pendel, das nur auf und ab schwingt, wird damit mit jeder Schwingung Energie von der Translationsschwingung in die Rotationsschwingung übertragen, so dass die Amplitude der Rotationsschwingung anwächst und gleichzeitig die der Translationsschwingung abnimmt, bis die Masse nach einiger Zeit ausschließlich eine Rotationsbewegung durchführt.
Ähnlich verhält es sich, wenn die Masse zunächst nur rotiert. Dann führt eine Drehung in einer Richtung dazu, dass die Feder aufgewickelt wird, eine Drehung in der anderen Richtung dazu, dass sie abgewickelt wird. Jede Abwicklung reduziert dabei die Zugkraft der Feder, so dass die Masse weiter absinken kann; eine Aufwicklung lässt die Zugkraft ansteigen, zieht die Masse als weiter nach oben. Jede Rotation sorgt somit dafür, dass die Masse stärker auf- und abschwingt, bis die Energie wieder von der Rotationsbewegung zurück in die Translationsbewegung übertragen ist und sich das Pendel nur noch vertikal bewegt.

## Frequenz der Bewegungsänderung
Das Pendel lässt sich als zwei gekoppelte harmonische Oszillatoren betrachten. Die Bewegung lässt sich jeweils als eine harmonische Schwingung mit variabler Amplitude beschreiben, wobei die Amplituden gegenphasig mit einer sinusförmigen Funktion schwingen.
Die Frequenz, mit der das Pendel zwischen beiden Schwingungsformen wechselt, ist die Differenz der Eigenfrequenzen der einzelnen Schwingungen. Je geringer der Abstand dieser beiden Eigenfrequenzen ist, desto langsamer ist der Wechsel zwischen den beiden Schwingungsformen. Dieses Verhalten, das sich bei allen gekoppelten Pendeln zeigt, lässt sich mit dem akustischen Phänomen einer Schwebung bei Musikinstrumenten vergleichen. Dort werden zwei Sinustöne kombiniert und produzieren so einen Ton mit einer Frequenz, die dem Unterschied der einzelnen Frequenzen entspricht.
Beispielsweise bei einem Wilberforce-Pendel, bei dem die Masse mit Frequenz {\displaystyle f_{\mathrm {T} }=4\,\mathrm {Hz} } auf- und abschwingt und sich mit einer Frequenz von {\displaystyle f_{\mathrm {R} }=4{,}1\,\mathrm {Hz} } hin und zurück dreht, liegt die Frequenz {\displaystyle f_{\mathrm {alt} }} und die entsprechende Periode, mit der sich beide Schwingungsformen abwechseln, bei
{\displaystyle f_{\mathrm {alt} }=f_{\text{R}}-f_{\mathrm {T} }=0{,}1\;\mathrm {Hz} ,}
{\displaystyle T_{\mathrm {alt} }={\frac {1}{f_{\mathrm {alt} }}}=10\;\mathrm {s} .}
Die Bewegung verändert sich daher innerhalb von fünf Sekunden von einer Translation zur Rotation und zurück zur Translation in den folgenden fünf Sekunden.
Üblicherweise wird das Trägheitsmoment der Masse angepasst, bis die Rotationsfrequenz sehr nahe an der Translationsfrequenz liegt, damit der Übergang zwischen den beiden Schwingungsformen klar erkennbar ist. Dies ist meist durch Auf- und Zurückschrauben der Gewichte an den Armen möglich.